# Vino de Calabria

Región de Calabria.

El vino de Calabria o vino calabrés (en italiano: vino calabrese) es un vino italiano de la región de Calabria, en el sur de Italia. Alrededor de 80% de la producción vinícola de la región es vino tinto, con una gran parte elaborada a partir de la uva Gaglioppo. Calabria cuenta con 9 regiones de denominación de origen controlada (DOC), y el 43% de la producción anual se clasifica como vino DOP y el 34% se clasifica como IGT (indicación geográfica típica). Entre todos los vinos de Calabria, los tintos de Cirò han recibido una notable atención internacional. Calabria obtuvo el primer reconocimiento de la “DOCG Cirò Classico” el 16 de noviembre de 2023.

## Historia
La región de Calabria fue cultivada inicialmente por los Enotrios entre los siglos XVI a. C. y VIII a. C. y, más tarde, por los antiguos griegos. El célebre atleta griego Milón de Crotona, originario de esta región, supuestamente bebía 10 litros de vino Ciró al día. Según la tradición, este vino se sigue elaborando hoy en día del mismo modo que en la época de Milón. En el siglo I d. C., Plinio el Viejo incluyó al vino calabrés en su listado de los vinos italianos de mayor calidad.

## Clima y geografía
Calabria se encuentra en la “punta” de la península itálica y se caracteriza por su clima mediterráneo. Al norte limita con la región de Basilicata, separada por la cadena montañosa de los Apeninos. Al este y sur está bañada por el mar Jónico, mientras que al oeste la separan el mar Tirreno y el estrecho de Mesina, que la divide de Sicilia. Los inviernos son suaves, con temperaturas medias cercanas a los 10 °C, y rara vez descienden por debajo de los 5 °C. En las zonas costeras el clima es muy cálido y seco durante gran parte del año. La mayor parte de la producción vinícola de la región se concentra en las áreas centrales de las costas oriental y occidental.

## Zonas vinícolas DOC

### Ciró
La zona vinícola de Cirò, en las laderas orientales de La Sila hasta la costa jónica, se centra en los municipios de Cirò y Cirò Marina (provincia de Crotona). Sus suelos son de marga calcárea con depósitos de arcilla y arena. Los vinos tintos, que representan la mayor parte de la producción, se elaboran con al menos un 95% de Gaglioppo, pudiendo incluir pequeñas proporciones de Greco bianco y Trebbiano. También se producen rosados y blancos en cantidades reducidas. El Cirò classico se aplica solo a tintos, conocidos por su carácter tánico, cuerpo robusto y notas frutales, que mejoran con algunos años de envejecimiento. Según la tradición, este vino era ofrecido a los ganadores de los antiguos Juegos Olímpicos.

### Otras zonas vinícolas

Mapa de las provincias de Calabria.

De las otras zonas DOC de Calabria, Melissa e Isola di Capo Rizzuto se encuentran cerca de Cirò, a lo largo de la costa jónica. En el extremo sur, en la provincia de Reggio Calabria, se ubican las zonas de Bianco y Bivongi. Las áreas vinícolas de la costa occidental se localizan en las provincias de Catanzaro y Cosenza, e incluyen las DOC de Donnici, Lamezia Terme, Pollino, San Vito di Luzzi, Savuto, Scavigna y Verbicaro.
- Bianco – La DOC Greco di Bianco es una de las pocas zonas de Calabria especializada en vinos blancos. Produce principalmente vinos dulces a partir de la uva Greco bianco, con un contenido alcohólico mínimo del 17%. Se elaboran como vinos de pasas, con uvas parcialmente deshidratadas antes del prensado y la fermentación. Se caracterizan por su color ámbar intenso y aromas de cítricos y hierbas.

- Bivongi – Una de las DOC más recientes de Calabria, produce vinos tintos y rosados a partir de mezclas de Gaglioppo, Greco nero, Nocera, Castiglione y Calabrese. Los pocos vinos blancos de esta zona son secos, elaborados con Greco bianco, Guardavalle, Mantonico bianco, Malvasia bianca, Ansonica y hasta un 30% de otras variedades blancas locales.

- Donnici – Situada al sur de Cosenza, en las laderas occidentales de la meseta de La Sila, esta DOC produce principalmente vinos tintos de Gaglioppo, con algo de Greco nero y Mantonico nero en la mezcla.

- Isola di Capo Rizzuto – La DOC de Sant'Anna di Isola di Capo Rizzuto, ubicada al sur de Crotona, fue en el pasado una isla, unida posteriormente al continente por el relleno de marismas. Produce vinos secos tintos y rosados a base de Gaglioppo, Nocera, Nerello Mascalese, Nerello Cappuccio y hasta un 35% de Malvasia y Greco bianco.

- Lamezia Terme – La DOC Lamezia-Sambiase, situada en las llanuras y colinas del golfo de Santa Eufemia, cuenta con un clima muy cálido que favorece la maduración de las uvas y el desarrollo de cuerpo y alcohol. Produce tintos y rosados con Gaglioppo, Nerello Mascalese, Nerello Cappuccio, Greco nero, Magliocco y Marsigliana, mientras que los blancos se elaboran con Greco bianco, Malvasia bianca y Trebbiano.

- Melissa – Ubicada al sur de Cirò, produce vinos de estilo similar, aunque con menor reconocimiento internacional. Los tintos se elaboran principalmente con Gaglioppo y Greco nero, mientras que las uvas Greco bianco, Malvasia bianca y Trebbiano se usan en menor proporción para el ensamblaje.

- Pollino – Esta DOC toma su nombre de la sierra del Pollino, parte de los Apeninos. Situada cerca de la frontera con Basilicata, produce vinos de color rojo cereza pálido, que necesitan 2–3 años de crianza para alcanzar su equilibrio. Se elaboran principalmente con Gaglioppo y Greco nero, con hasta un 20% de uvas blancas autorizadas.

- San Vito di Luzzi – Situada en la aldea de San Vito, cerca de Luzzi, produce tintos y rosados con Gaglioppo, Malvasia nera, Greco nero y Sangiovese, así como blancos a partir de Malvasia bianca, Greco bianco y hasta un 40% de otras variedades blancas locales.

- Savuto – Localizada al sur de Donnici, en terrenos montañosos que llegan hasta la costa. Sus viñedos interiores, más frescos, producen vinos con menor graduación alcohólica. Sus tintos y rosados incluyen Gaglioppo, Greco nero, Nerello Cappuccio, Magliocco, Sangiovese y hasta un 25% de uvas blancas como Malvasia bianca y Pecorello.

- Scavigna – Situada al sur de Savuto, en la costa occidental, produce tintos y rosados secos con al menos un 60% de Gaglioppo y Nerello Cappuccio, complementados con otras variedades tintas locales. Los blancos son mezclas de Trebbiano, Chardonnay, Greco bianco y Malvasia bianca.

- Verbicaro – Situada en las estribaciones del Pollino, hacia la costa tirrena, produce tintos y rosados secos con Gaglioppo y Greco nero, junto con pequeñas cantidades de Greco bianco, Malvasia bianca y Guarnaccia bianca. Estas mismas uvas se emplean para elaborar el escaso Verbicaro bianco.

## Zonas vinícolas IGT
En toda Calabria existen 12 zonas IGT (Indicazione Geografica Tipica) distintas, además de una designación general llamada "Calabria", que abarca toda la región. En la provincia de Catanzaro se encuentra Valdamato. En la provincia de Cosenza se encontraban Condoleo, Esaro y Valle del Crati, pero estas se fusionaron en 2011 para formar la DOC Terre di Cosenza, que también absorbió las antiguas DOC de Donnici, Pollino, San Vito di Luzzi y Verbicaro. En la provincia de Crotone se localizan Lipuda y Val di Neto. La provincia de Reggio Calabria cuenta con el mayor número de zonas IGT: Arghillà, Costa Viola, Locride, Palizzi, Pellaro y Scilla.